# Louise Ulfhielm
Louise Majken Ulfhielm, född Wressle den 8 juli 1917 i Linköping, död den 25 maj 2010 i Stockholm, var en svensk rikslottachef.

## Biografi
Louise Ulfhielm studerade vid Linköpings elementarläroverk för flickor, Bröderna Påhlmans handelsinstitut 1939 samt vid svenska och utländska lottaskolor. Ulfhielm genomgick Försvarshögskolans chefskurs 1967, var ungdoms- och idrottinstruktör samt rikslottachef 1966-1974.
Hon var vice ordförande i Riksförbundet Sveriges lottakårer 1959-1966, ordförande i Sveriges unglottor 1966-1974 och föreningen Östgötaflickorna 1977-1991. Ulfhielm var även styrelseledamot i Kungafonden. Till 60-årsjubileet sammanställde hon tillsammans med lottan Birgitta Andersson lottaorganisationens historia i skriften Seklernas arv. Hon skrev sin självbiografi 1996 – Minnen från mina lottaår.
Louise Ulfhielm var dotter till fabrikören Gustav W Olsson och Hilma, född Carlsson. Hon gifte sig 1950 med överstelöjtnanten Börje Ulfhielm (1907–1993), son till löjtnanten Karl Ulfhielm och Ester, född Bergstedt.

## Utmärkelser
- Ledamot av Vasaorden 1970 (LVO)[6]